# Primera batalla del Isonzo
La Primera Batalla del Isonzo fue una batalla librada entre los italianos y los austrohúngaros en el frente italiano durante la Primera Guerra Mundial, entre el 23 de junio y el 7 de julio de 1915, y formó parte de las doce batallas del Isonzo.
El objetivo italiano era expulsar a los austriacos de sus posiciones defensivas a lo largo del río Isonzo y las montañas cercanas al otro lado de la orilla, en particular el Tolmino y el Monte Nero. Los días anteriores a la batalla, los italianos ya habían intentado hacerse con estas posiciones, pero la falta de apoyo de artillería -situación que se prolongaría a lo largo de la guerra- facilitó la defensa de los austriacos.
Aunque los italianos disfrutaban de una superioridad numérica de 2 a 1, su ofensiva fracasó debido a que el comandante italiano, Luigi Cadorna, empleó un ataque frontal tras una breve -por falta de munición- cortina de artillería. Los austriacos tuvieron ventaja al luchar desde posiciones elevadas.
A principios de julio el comandante austriaco, Svetozar Boroević, recibió dos divisiones de refuerzo, que terminaron con los esfuerzos italianos para romper las líneas austriacas.
Las ganancias italianas fueron mínimas: en el sector norte, conquistaron las alturas que dominaban Bovec (Monte Kanin); en el sur ocuparon las estribaciones más occidentales de la meseta del Carso cerca de Fogliano Redipuglia y Monfalcone. Las hostilidades recomenzaron a los pocos días.

## Planes italianos
El jefe del Estado Mayor italiano, Luigi Cadorna dio la orden de avanzar hacia Gorizia y Trieste el 21 de junio de 1915, orden que dio origen a la batalla. Entre la declaración de guerra y la orden de avanzar hacia el este había pasado casi un mes, que los austrohúngaros aprovecharon para reforzar sus posiciones a lo largo del río Isonzo. El principal objetivo del ataque italiano sería el sector de Gorizia y se llevarían a cabo asaltos complementarios en Plava y en el Carso. El mando italiano deseaba apoderarse de Gorizia para asegurar su flanco izquierdo antes de avanzar hacia Trieste. Esta parte de la operación se encomendó al 2.º Ejército del general Frugoni, que contaba con ciento sesenta batallones de infantería y ciento treinta y seis baterías. Su VI Cuerpo de Ejército, con cuatro divisiones, debía conquistar las colinas situadas al oeste de la ciudad y luego cruzar el río y tomar esta. Al tiempo, el II Cuerpo, ya muy diezmado por los combates previos, debía apoderarse del extremo de Plava y luego avanzar hacia el sureste, en dirección al monte Santo. En el curso alto del Isonzo, el IV Cuerpo, al que se habían asignado contingentes de Alpini y Bersaglieri, debía ocupar Tolmin.
En el curso bajo del río, el 3.er Ejército del duque de Aosta, que contaba con sesenta y cinco batallones y setenta y seis baterías, debía colaborar en la operación ocupando el extremo occidental del Carso. Esa zona dominaba Gorizia y debía conquistarla el XI Cuerpo de Ejército, con el concurso del X. En la zona costera el VII Cuerpo de Ejército tenía que ocupar varias colinas situadas al sur de la meseta del Carso. El XIV Cuerpo, con dos divisiones, quedaba en reserva para participar una vez que los primeros ataques rompiesen las líneas enemigas.
El asalto general seguiría a una semana de bombardeos que se esperaba arrasasen las defensas austrohúngaras y facilitasen la tarea de la infantería.

## Situación austrohúngara
La situación de los austrohúngaros tenía sus ventajas e inconvenientes. El 5.º Ejército, encargado de la defensa del sector, apenas contaba con un tercio de los batallones y tres quintos de la artillería del enemigo. Tampoco contaba con tantas reservas para poder cubrir las posibles bajas que sufriese en el inminente combate ni con artillería pesada. Sin embargo, gozaba de buenas posiciones defensivas y dominaba desde lo alto las del enemigo.

## La batalla
La batalla comenzó el 23 de junio con los primeros bombardeos italianos, que no causaron grandes daños en las defensas enemigas, bien atrincheradas. El asalto en firme comenzó el 30 de junio, tras una semana de bombardeo. La 58.ª División (dálmata), repelió el asalto de las cuatro del VI Cuerpo de Ejército italiano mediante fuego de ametralladora, que causó abundantes bajas. En el alto Isonzo, el IV Cuerpo, que pretendía tomar Tolmein, cruzar el Isonzo y alcanzar la línea férrea enemiga en Santa Luzia, corrió la misma suerte: la 50.ª División (húngara) detuvo el avance de su 7.ª División. La 8.ª División italiana trató de tomar Mrzli vrh y avanzar hacia el este desde el monte Krn, pero las tropas croatas lo impidieron. Esta división apenas logró avanzar unos trescientos metros. El 4 de julio, los austrohúngaros habían detenido al 2.º Ejército enemigo, que no había podido avanzar casi nada.
Al sur, el 3.er Ejército logró avanzar algo en el Carso el día 2, pero el 3 tuvo que replegarse. El 4 volvió a ganar algunos metros de la meseta, pero quedó detenido. Cadorna, insatisfecho con los pobres resultados de los primeros días de combate, ordenó reanudar los asaltos el día 5. Para entonces, los soldados de ambos bandos estaban agotados por la dureza de la lucha de los días anteriores.
El día 5 cuatro divisiones y media del 2.º Ejército italiano volvieron a acometer las posiciones de la 58.ª División enemiga, avanzando a la bayoneta en formación compacta. Las ametralladoras austrohúngaras segaron las filas de soldados enemigos, que no alcanzaron ni siquiera las primeras posiciones austrohúngaras. Los italianos tuvieron que replegarse tras sufrir copiosas bajas: la 29.ª División perdió cuatro mil hombres entre muertos y heridos. Aunque la 58.ª División dálmata no había cedido terreno, también sufrió numerosas bajas en el combate de ese día. Al sur el 3.er Ejército italiano volvió a intentar avanzar en el Carso, en vano: perdió el poco terreno del que se había apoderado en la meseta.
El agotamiento de los dos bandos hizo que el día 6 casi no se combatiese. El 7 no hubo tampoco lucha y Cadorna suspendió la operación contra Gorizia y Trieste.

## Resultado
La batalla concluyó con la conquista italiana de dos pueblos y unos pocos cientos de metros de territorio enemigo. Las bajas fueron copiosas: los italianos perdieron en torno a treinta mil soldados y los austrohúngaros al menos veintisiete mil. Los italianos perdieron a gran parte de los oficiales y soldados profesionales de los ejércitos 2.º y 3.º La lid acabó con una victoria defensiva de los austrohúngaros, que no pudieron aprovecharla para contraatacar por su propia debilidad y la falta de reservas.